# Ernst Specker
Ernst Paul Specker (Zurique, 11 de fevereiro de 1920 — Zurique, 10 de dezembro de 2011) foi um matemático suíço.
Grande parte de seu trabalho foi sobre a New Foundations de Willard Van Orman Quine, sendo mais conhecido pelo teorema de Kochen–Specker em mecânica quântica, mostrando que certos tipos de teorias de variáveis ocultas são impossíveis.
Specker obteve o doutorado em 1949 no Instituto Federal de Tecnologia de Zurique, onde foi professor até o fim de sua carreira profissional.